# Лату, Пениели
Пениели Лату (англ. Penieli Latu, родился 20 февраля 1973 года) — тонганский регбист, выступавший на позиции центрового.

## Биография

### Семья
Окончил Тонганский колледж (англ. Tonga College). Происходит из регбийной семьи. Его старший брат Синали выступал сначала за Тонга, но затем переехал в Японию, где натурализовался и получил право выступать за сборную Японии. В составе японской сборной Синали сыграл на Кубках мира 1987, 1991 и 1995 годов. Трое младших братьев играли также в «Селтике»: Тевита учился в Новой Зеландии и играл за сборную Тонга по регби-7; Килифи, младший сын в семье, был капитаном сборной по регби-7, выступал с Пениели и Лангакали в Новой Зеландии и в США
Женат, супругу зовут Сина. Дети: Кронфельд, Хахано, Ола, Пи-Джей, Кэтрин, Стивен. Семья проживает в новозеландском Тимару.

### Игровая карьера
Выступал на протяжении своей регбийной карьеры за любительский клуб «Валехото», в японской Топ-Лиге играл за команду «Секом Раггатс». Завершал карьеру в новозеландском клубе «Селтик» из Южного Кентербери и за сборную этого региона. В составе сборной Тонга сыграл 9 матчей: дебютировал 4 июня 1994 года в игре против Самоа в Моамоа, последнюю игру провёл 15 июля 1995 года против Фиджи на Суве. Участник Кубка мира по регби 1995 года, сыграл все три матча.